# Condado de Issaquena (Misisipi)
El condado de Issaquena (en inglés: Issaquena County), fundado en 1844, es un condado en el estado estadounidense de Misisipi. En el 2000 el condado tenía una población de 2.274 habitantes y una densidad poblacional de 2 personas por km². La sede del condado es Mayersville.

## Geografía
Según la Oficina del Censo, el condado tiene un área total de 1142 km² (440,9 mi²), de la cual 1070 km² (413,1 mi²) es tierra y 73 km² (28,2 mi²) es agua.

### Condados adyacentes
- Condado de Washington (norte)
- Condado de Sharkey (noroeste)
- Condado de Yazoo (este)
- Condado de Warren (sur)
- Parroquia de East Carroll , Luisiana (oeste)

### Ciudades y pueblos
- Mayersville (ciudad)
- Fitler (Área no incorporada)
- Grace (Área no incorporada)
- Valley Park (Área no incorporada)

## Principales carreteras
- U.S. Highway 61
- Carretera 1
- Carretera 14
- Carretera 16